# Брайън Солис
Брайън Солис (на английски: Brian Solis) е дигитален анализатор, говорител и автор. Той е главен анализатор, изучаващ разрушителната технология и влиянието си върху бизнеса в Altimeter Group, изследователска фирма, придобита от глобалната консултантска фирма за управление на марката Prophet през 2015 г. Солис публикува годишни доклади от бранша, които проследяват технологиите и бизнес тенденциите и предлагат насока за управление на промените компании. Автор на няколко книги, които обсъждат дигиталния маркетинг, развиващите се бизнес модели, опитът на клиентите и иновациите в марката, Solis споделя своите изследвания и прозрения като честен говорител на събитията в областта на технологиите, бизнеса и творчеството.
Неговата работа е кредитирана с влияние върху ранния дигитален и социален маркетинг пейзаж.
Солис започва своята кариера като програмист и архитект на база данни през 1991 г. в Dodge и Mansfield, технологична рекламна и маркетингова агенция във Вентура, Калифорния. Докато в Dodge и Mansfield, той прилага своите технологични умения в маркетинговите дейности на фирмата.
Като 23-годишен той публикува „Списание за вестници“, безплатна вестникарска публикация, разпространена в по-голямата област в Лос Анджелис, която се фокусира върху развлекателни, модни и социални въпроси.
От 1996 до 1999 г. заема поста директор в The Benjamin Group, агенция от Силиконовата долина, придобита по-късно от Weber Shandwick.
В периода 2011 – 2014 г. Солис е служил заедно с Майк Еделхарт и Уилям Лохси като изпълнителен продуцент и домакин на годишната конференция „Конференция на Pivot“ – събитие с оратори, посветени на цифровите иновации и трансформацията на бизнеса, наричано „TED на маркетинга“. в Pivot включени броене Crows вокалист Адам Duritz, Al Roker, YouTube CEO Сюзън Уоджиски „thinkfluencer“ Джеф Джарвис, автор Дъглас Rushkoff и Делойт футурист Джон Хейгъл.